# Hygge
 For alternative betydninger, se Hygge (film).
Hygge er et dansk og norsk ord med delvis unik definition. Hygge eller hyggelig (oprindelig dansk og norsk ['hygəli]), er et i dansk tillægsord, som betyder „gemytlig“, „behagelig“, „venlig“ og „god“. Derudover har hyggelig også konsekvente positive belagte konnotationer som „tryghed“, „intim“, „i et trygt hjem“, „dejligt“, „malerisk“, „tillidsfuldt“ og „nydelig“. Disse betydninger bruges ofte som et begreb for „typisk dansk“. 
Navneordet hygge indebærer noget rart, afslappet, trygt og genkendeligt. , idet disse ord fokuserer på en fysisk væren/tilstand, hvorimod det danske og norske fokuserer på en psykisk tilstand. En tidsperiode hvor alle psykiske, og ikke fysiske, behov er balancerede. Oftest forbindes hygge med social omgang. 
Negationen af hyggelig er uhyggelig og kan anvendes fra lettere ubehag til katastrofer. Sætningerne (alt andet end hyggeligt) bruges ofte som underdrivelse for at forhindre bandeord.

## Låneord på engelsk
Den på engelsk trykte og online ordbog Collins English Dictionary udnævnte "hygge" som toer (efter "brexit") på listen over årets ord i Storbritannien i 2016. Dette kom efter en periode med stor opmærksomhed i landet på begrebet med blandt andet udsendelsen af en stribe bøger med ordet i titlen. Collins definerer ordet som "a concept, originating in Denmark, of creating cosy and convivial atmospheres that promote wellbeing" ("et begreb, der stammer fra Danmark, som handler om at skabe en rar og gemytlig atmosfære, der resulterer i velvære".

## Lignende ord
Det hollandske ord, "gezelligheid", har et lignende koncept af hygge både med hensyn til komfort og hygge. På tysk betyder "Gemütlichkeit" tilstanden af varme, venlighed og tilhørsforhold. Det norske ord, "koselig", bruges til at beskrive en følelse af varme, intimitet og samvær. 